# ابراهیم امیل
ابراهیم امیل (انگلیسی: Ibrahim Amil؛ زادهٔ ۶ مهٔ ۱۹۷۸) بازیکن فوتبال اهل مالدیو بود.
وی همچنین در تیم ملی فوتبال مالدیو بازی کرده است.